# رصد التعليم من أجل التنمية المستدامة
يشير رصد التعليم من أجل التنمية المستدامة (إي إس دي) إلى قياس التقدم المحرز في تعلّم التعليم من أجل التنمية المستدامة مقارنة بالالتزامات المتعلقة بالسياسات، والتوفير، والدعم المؤسسي، والموارد وغيرها. نوقش التقييم والمتابعة المتعلقان بالتعليم من أجل التنمية المستدامة على نطاق واسع في الأدبيات المتعلقة بالتعليم من أجل التنمية المستدامة، بما في ذلك المناقشات المتعلقة بمنهجية واستراتيجيات تفسير البيانات.

## الجهود التاريخية في رصد التعليم من أجل التنمية المستدامة
عملت اليونسكو من عام 2005 إلى عام 2014 على تحديد أولويات التعليم من أجل التنمية المستدامة ودفعها. صُمم عقد الأمم المتحدة للتعليم من أجل التنمية المستدامة (دي إي إس دي) استنادًا إلى قرار الجمعية العامة للأمم المتحدة 57/254، كطريقة لتقدم مبادئ وممارسات الاستدامة وتقرنها بالتعليم والتعلم. يهدف هذا الاقتران إلى تعزيز التعليم من أجل التنمية المستدامة في جميع أنحاء العالم بهدف إحداث تغييرٍ إيجابي ومستدامٍ في الطرق التي يتخذ بها الناس- المتعلمين- خيارات، ويعيشون حياتهم في علاقة مع الآخرين وبيئتهم المحلية، مما يؤدي في نهاية المطاف إلى تغيير السلوك الاجتماعي وآثاره على الكوكب بشكل أوسع.
أفاد الاستنتاج أنه كان من الضروري رصد الجهود لمراقبة نوع التقدم المحرز. يمكن تغذية هذه المعلومات عكسيًا في العملية التي تؤدي إلى تغييرات وتحسينات، تؤدي بودرها إلى تعلم أفضل في التعليم من أجل التنمية المستدامة. كانت الممارسة الشائعة هي قياس التعليم من أجل التنمية المستدامة من خلال المدخلات، بما في ذلك «تطوير الاستراتيجيات والخطط وآليات التنسيق والموارد».
يعكس هذا النهج نهجًا من أعلى إلى أسفل للتقييم والمتابعة، وغالبًا ما يكون مدفوعًا بتقديم التقارير الوطنية إلى الوكالات الدولية. يمثل أيضًا اعتقادًا بأن المدخلات تؤدي حتمًا إلى المخرجات، لكن ثبت أنه من الصعب رؤية تأثير المدخلات والمخرجات على تعلم التعليم من أجل التنمية المستدامة.
اقترح ذلك ثلاثة أمور:
- كانت مساواة المدخلات مع المخرجات بمثابة قفزة ثقة، ولم تدعمها الأدلة، وبناءً على ذلك، كانت هناك حاجة إلى استراتيجيات مختلفة للتقييم والمتابعة أو مزيج منها.
- لم تحدث أنشطة عقد الأمم المتحدة للتعليم من أجل التنمية المستدامة فرقًا يمكن ملاحظته على الفور.
- هناك حاجة إلى مزيد من المعلومات حول السياق والعملية التعليمية وما إلى ذلك. غالبًا ما يسير التفكير في المدخلات والمخرجات جنبًا إلى جنب مع محادثة مركزة بشكل مفرط حول المؤشرات (والتي تُقدَّم أحيانًا على أنها الحل في حد ذاتها).[2]

يعكس هذا المزيج التوازن والتوتر بين ترجمة الاهتمامات العالمية والمحلية إلى أهدافٍ وغايات، ووجود مؤشرات تساعد على جمع المعلومات عن الأنشطة التي تثبت التقدم نحوها. كلاهما مهم، لأن الدعوة الأوسع للتنمية المستدامة هي استجابة لمشاكل شاملة ومتعددة الأوجه (عالمية)، مثل تغير المناخ والمظاهر والآثار (المحلية) المحددة على أماكن مختلفة للأشخاص الفعليين. طورت مجموعة خبراء التقييم والمتابعة التابعة لعقد الأمم المتحدة للتعليم من أجل التنمية المستدامة (إم إي إي جي) العديد من مؤشرات التعليم من أجل التنمية المستدامة، كجزء من إطارها العالمي للتقييم والمتابعة. المشاركة المبكرة لأصحاب المصلحة وتحديد الأهداف المتفق عليها أمر حيوي لمواجهة هذا التحدي الخاص بتطوير المؤشر. أدى التنسيق بين اللجان الوطنية ومجموعات العمل المعينة إلى أنواع مختلفة من هيئات وضع المؤشرات، ولكل منها أغراض مختلفة. أسفرت هذه الاستراتيجية عن عملية مفتوحة ومتصلة كانت جزءًا من مخطط أكبر للتقييم والمتابعة.
من نتائج العقد أن العديد من خبراء التقييم والمتابعة يؤمنون الآن ببرامج التقييم وممارساته على مستويات ومراحل متعددة من العملية التعليمية. تتضمن الأطر الممكنة المتعددة الجوانب تقييمات للطلاب على نطاق واسع وتقييمات على المستوى القطري وعلى مستوى أدنى، وتتعلق بالأهداف محددة السياق للتعليم من أجل التنمية المستدامة وأهدافه. قد يشمل ذلك تقييم بيئة التعلم مع التركيز على التربية، ومشاركة المتعلم، والتقييمات التكوينية لتحسين الممارسة المهنية بين المعلمين من خلال مشاركة الأقران.